# استیو لوکاتر
استیون لی لوکاتر (انگلیسی: Steven Lee Lukather؛ زادهٔ ۲۱ اکتبر ۱۹۵۷) گیتارنواز، خواننده، ترانه‌نویس، تنظیم‌کننده و تهیه‌کننده موسیقی اهل ایالات متحده آمریکا است، که به عنوان عضو گروه راک توتو از بنیان‌گذاری آن در سال ۱۹۷۶ تا آخرین وقفه در سال ۲۰۱۹ شناخته می‌شود. وی از سال ۱۹۷۵ میلادی تاکنون مشغول فعالیت بوده‌است.
او در طول حرفه خود با هنرمندانی از جمله باز اسکگز، مایکل جکسون و ون هیلن همکاری کرده‌است.